# هایلیگندام
هایلیگندام (به آلمانی: Heiligendamm) یک منطقهٔ مسکونی در آلمان است که در باد دوبران واقع شده‌است. هایلیگندام ۳٬۰۰۰ نفر جمعیت دارد.